# Volvo B8L
Volvo B8L — двухэтажный автобус особо большой вместимости производства Volvo Bussar, предназначенный для эксплуатации в странах с левосторонним движением.

## История
В 2017 году было завершено производство двух предсерийных Volvo B8L; один с кузовом Wright Eclipse Gemini 2, который поступил на предприятие Kowloon Motor Bus (KMB) в Гонконге (зарегистрирован как UU8290, номер автопарка AVBWL1) и образец Wright Gemini 3 с кузовом SBS Transit в Сингапуре (зарегистрирован как SG4003D).
Производство B8L было запущено официально в 2018 году для замены автобуса Volvo B9TL. В начале 2018 года предприятием mcV EvoSeti было завершено тестирование мотора и наклона. Корпус MCV B8L был зарегистрирован в марте 2019 года как WA756 с номером avBML1. Ещё один B8L с кузовом MCV прибыл в Гонконг в апреле 2019 года и был зарегистрирован в декабре 2019 года как WM5028 с номером автопарка AVBML2.
По состоянию на август 2020 года 159 единиц Volvo B8Ls обслуживаются предприятием KMB, 23 обслуживаются Citybus, 7 — NWFB и 10 — RapidKL.